# IL Весов
IL Весов (лат. IL Librae), HD 134193 — двойная затменная переменная звезда (E) в созвездии Весов на расстоянии приблизительно 340 световых лет (около 104 парсеков) от Солнца. Видимая звёздная величина звезды — от +7,76m до +7,64m.

## Характеристики
Первый компонент — жёлто-белая звезда спектрального класса F0V. Эффективная температура — около 6905 К.